# Ana, Principesă de Bourbon-Parma
Principesa Ana de Bourbon-Parma (cunoscută și sub apelativul: Regina Ana, prenume complet: Anne Antoinette Françoise Charlotte Zita Marguerite; n. 18 septembrie 1923, Paris, Franța – d. 1 august 2016, Morges⁠(d), cantonul Vaud, Elveția) a fost soția regelui Mihai I al României și fiica prințului René de Bourbon-Parma și a prințesei Margaret a Danemarcei. A fost strănepoata regilor Christian al IX-lea al Danemarcei (pe linie maternă) și Miguel I al Portugaliei (pe linie paternă) și nepoata de soră a împărătesei Zita a Austriei (de Bourbon-Parma).
Principesa Ana, cetățean francez naturalizat, a participat la cel de-al Doilea Război Mondial. L-a cunoscut pe regele Mihai al României la nunta principesei Elisabeta a Marii Britanii, în noiembrie 1947, cei doi logodindu-se înainte de întoarcerea regelui în România. Guvernul pro-bolșevic Groza nu și-a dat acordul pentru căsătorie. Mai mult, l-a forțat pe regele Mihai să abdice la 30 decembrie 1947. Cuplul s-a căsătorit în cursul anului următor, în ciuda opreliștilor de natură religioasă. În cercurile monarhiste și în cadrul familiei regale a României, Ana de Bourbon-Parma a fost cunoscută sub titlul Regina Ana (cu calificativul: Majestatea Sa).

## Biografie
Regina Ana a României s-a născut la Paris în arondismentul al 16-lea, fiind singura fiică a prințului René de Bourbon-Parma și a prințesei Margareta a Danermarcei, primind astfel titlul de principesă de Bourbon-Parma. Aceasta și-a petrecut copilăria împreună cu familia, respectiv cei trei frați Jacques, Michel și André în Franța.
În 1939 și-a însoțit familia, care fugea din calea naziștilor, în Spania, Portugalia, apoi în Statele Unite. La New York a urmat cursurile școlii de artă Parson's School of Design în perioada 1940-1943 și a lucrat în același timp ca vânzătoare într-un magazin. Din 1943 până la sfârșitul războiului a participat, înrolându-se voluntar alături de Forțele Franceze Libere (trupele sub comanda generalului Charles de Gaulle), la campaniile din Algeria, Maroc, Italia, Luxemburg și Germania unde a fost șofer pe ambulanță și infirmieră, pentru acestea primind „Crucea de Război” a Franței.

### Întâlnirea cu regele Mihai al României
Principesa Ana de Bourbon-Parma nu a participat în noiembrie 1947 la nunta principesei Elisabeta a II-a a Marii Britanii, dar în acele zile vărul său primar, Jean de Luxemburg, oferea un dineu la ambasada Luxemburgului de la Londra. Acolo s-a cunoscut cu Regele Mihai I, moment despre care își amintește ca fiind stânjenitor, din cauza unei gafe protocolare: „Am văzut-o pe regina Elena, pe ducesa de Aosta, pe sora ei și pe mama, iar de vorbă cu ele, în picioare, era un tânăr în uniformă, regele Mihai al României... Cum nu ieșisem de multă vreme din armată, în loc să fac o reverență, am luat poziție de drepți și l-am salutat lovind călcâiele, ca un soldat! M-am simțit atât de umilită de mine însămi, încât am ieșit imediat“. Cu acest prilej s-a petrecut, la Londra, logodna sa cu regele Mihai I, însă la 30 decembrie 1947 a survenit abdicarea forțată a acestuia.
În martie 1948 regele Mihai a declarat la Londra că abdicarea sa este nulă, fiind smulsă prin amenințare cu forța și șantaj. Ca urmare a acestei declarații, guvernul comunist le-a retras atât lui, cât și membrilor Familiei Regale, cetățenia română.

### Căsătoria
Căsătoria Principesei Ana de Bourbon-Parma cu Regele Mihai a avut loc în exil, în iunie 1948, la Atena. Fiind de religie catolică, Principesa Ana avea nevoie de o dispensă papală pentru a se căsători cu regele României, care era creștin-ortodox. La acel moment o astfel de dispensă era considerată normală numai dacă soțul/soția non-romano-catolic ar fi îngăduit ca eventualii copii rezultați din căsătorie să fie botezați și crescuți în religia romano-catolică. Regele Mihai a refuzat să facă o astfel de promisiune din moment ce ar fi violat statutul constituțional al monarhiei românești. Pentru a rezolva această problemă, însăși regina-mamă Elena însoțită de mama miresei, principesa Margareta, au hotărât să prezinte cazul în fața Sfântului Scaun, respectiv mergând în audiență la papa Pius al XII-lea. În ciuda argumentelor reginei Elena și a faptului că principesa Margaret a izbucnit de nervi, trântind cu pumnul în masă, papa nu a fost de acord cu dispensa, invocând cazul principesei Giovanna a Italiei, care s-a căsătorit cu regele Boris al III-lea al Bulgariei, de altfel ortodox, nerespectând promisiunea de a-și boteza copii în religia catolică, ci în cea ortodoxă. Totuși, Mihai a refuzat să promită ceva ce nu putea să respecte, politic, în timp ce mama Anei era ea însăși fiica căsătoriei mixte dintre o catolică (Marie d'Orléans) și un protestant (prințul Valdemar al Danemarcei), care au respectat compromisul de pre-ne temere, de a-și crește fiii ca protestanți și pe fiica lor, Margrethe (Margareta), ca catolică.
Nereușind să obțină dispensa necesară, cuplul a continuat cu pregătirile pentru nuntă. Astfel, la cererea papei Pius, Xavier, ducele de Parma, a emis o declarație prin care obiecta împotriva oricărei căsătorii fără acordul papei sau a familiei miresei, interzicându-le părinților miresei să participe la ceremonie. În aceste circumstanțe, familia miresei a fost reprezentată de unchiul matern al principesei, Erik al Danemarcei, care a condus mireasa la altar. La ceremonie au fost prezenți, printre alții:  
- regina-mamă Elena a României;
- Irina, ducesa de Aosta;
- Katherine, principesă a Greciei;
- regina Alexandra a Iugoslaviei;
- regina Frederika a Greciei, alături de regele Paul al Greciei;
- gazdele evenimentului: Amedeo, duce de Aosta, principele Erik al Danemarcei, unchiul reginei Ana, și rude din partea familiilor de Hanovra și Hessa.

Tatăl regelui Mihai, Carol al II-lea, și surorile acestuia, Maria, fostă regină-mamă a Iugoslaviei, Elisabeta, fostă regină a Greciei, și Ileana, arhiducesă de Habsburg-Toscana, au fost înștiințați de eveniment, însă nu și invitați. La început, au trăit în Italia și în Marea Britanie, apoi s-au mutat în Elveția.
Fiindcă nu s-a dat dispensă papală căsătoriei, când a fost celebrată în conformitate cu ritul Bisericii Ortodoxe, uniunea a fost considerată nevalidă de Biserica Romano-Catolică, dar perfect legală de orice altă autoritate. Până la urmă, cuplul regal a repetat ceremonia religioasă, la 9 noiembrie 1966, la biserica romano-catolică "Sf. Carol" din Monaco, îndeplinind astfel canoanele romano-catolice. 
Au împreună cinci fiice: Margareta, Principesă Moștenitoare a României, Custode al Coroanei României (n. 1949), Elena (n. 1950), Irina (n. 1953), Sofia (n. 1957) și Maria (n. 1964).

### Decesul
S-a stins din viață la ora 13:45, la Spitalul din Morges din Elveția, la data de 1 august 2016 și a fost înmormântată în noua catedrală arhiepiscopală și regală din Curtea de Argeș la data de 13 august 2016. În memoria ei, Guvernul României a decretat ziua de sâmbătă, 13 august, zi de doliu național. 13 august 2016 a fost decretată și în Republica Moldova zi de doliu național, de către președintele Nicolae Timofti. La funeraliile Majestății Sale au luat parte: 
- reprezentanți ai guvernului României, în frunte cu premierul Dacian Cioloș;
- reprezentanți ai bisericilor catolice și ortodoxe române;
- membri ai corpului diplomatic și reprezentanți ai familiilor:

1. imperiale ale Rusiei, Austriei și Germaniei;
2. regale ale Olandei, Belgiei, de Luxemburg, de Baden, de Württemberg și de Bourbon-Parma;
3. precum și princiare de Ligne, de Hohenberg și de Schaumburg-Lippe.[13]

## Titluri, ranguri și onoruri

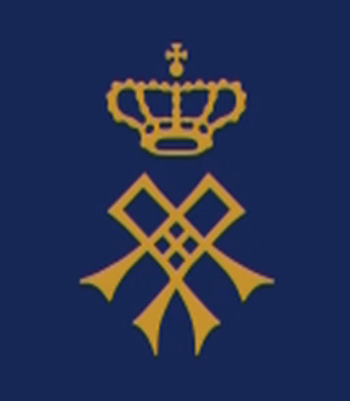
Monograma Reginei Ana a României

### Titluri
- 18 septembrie 1923 - 10 iunie 1948: Alteța Sa Regală, Principesa Ana de Bourbon-Parma[14]
- 10 iunie 1948 - 1 august 2016: Majestatea Sa, Regina Ana a României, Principesă de Bourbon-Parma[5]

### Onoruri

#### Onoruri naționale
- Casa Regală a României: Ordinul Carol I, în grad de Mare Cruce și Colan[15][16][17]
- Casa Regală a României: Ordinul Coroana României, în grad de Mare Cruce[18]

#### Onoruri internaționale
- Familia Imperială și Regală a Austro-Ungariei: Doamnă a Ordinului Înstelat al Crucii[19]
  -  Franța: Medalia Crucea de război, 1939–1945 [20]
  -  Familia Regală a Orléans din Franța: Ordinul "Sfîntul Lazăr", în grad de Mare Cruce[21][22]
- Familia Regală a Greciei: Ordinul "Sfânta Regină Olga și Regina Sophia", în grad de Doamnă Mare a Crucii [23][24]
- Ordinul Suveran al Cavalerilor de Malta: Ordinul Militar Suveran de Malta, în grad de Mare Cruce a Justiției